# Šćenica Ljubomir
Šćenica Ljubomir (cyr. Шћеница Љубомир) – wieś w Bośni i Hercegowinie, w Republice Serbskiej, w mieście Trebinje. W 2013 roku liczyła 2 mieszkańców.